# Henry Richard Bird

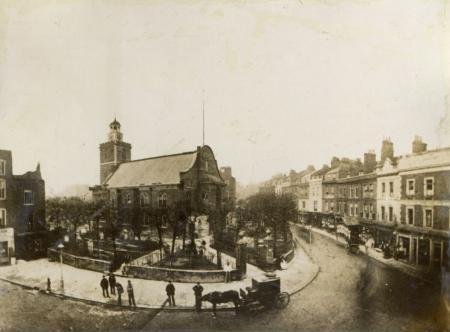
Església de Saint Mary Abbotts en el temps que Bird n'era organista

Henry Richard Bird (Walthamstow, 1842 - Kensington, 1915) fou un músic i organista britànic.
Com a virtuós de l'orgue, pianista acompanyant i director d'orquestra, assolí gran anomenada al seu país. Fill i deixeble del seu pare, l'organista George Bird, fou tal la seva precocitat artística, que quan a penes havia complert els vuit anys guanyava el lloc d'organista de l'església de Sant Joan, en la seva vila natal. El 1859, i després d'haver perfeccionat els seus coneixements musicals i arriat a dominar la tècnica de l'orgue sota la direcció de Turle, a Londres, fou organista titular de diverses esglésies de la capital, sent nomenat el 1872 per la de Saint Mary Abbots, de Kensington, a la que hi va romandre adscrit fins a la seva mort.